# Жирнов (Ростовская область)
Жирнов— посёлок в Тацинском районе Ростовской области России. Административный центр Жирновского сельского поселения.
Население — 5436 чел. (2015).

## География
Расположен на правом берегу реки Быстрая (приток Северского Донца). Вблизи посёлка расположен хутор Апанасовка, южнее находился упразднённый хутор Байгаринка. Расстояние от Ростова-на-Дону — 220 км, от города Белая Калитва — 36 км.

## История
В 1775 году указом Екатерины II было образовано Кавказское наместничество, включавшее земли с жилищами донских казаков. В 1786 году была впервые граница установлена этих земель, было определено называние Земли Войска Донского. Наместничество же в 1796 году было упразднено.
Около 1780-х годов вместо «канцелярий старшин по сыску беглых» в донских округах формировались «сыскные начальства». После 1800 года по указу Павла I Земли донских казаков были разделены на 7 сыскных начальств или уездов, а те уже делились на 119 станиц. Местность современного послка относилась ко второму донскому начальству.

После победы в Отечественной войне 1812 года всем русским генералам были выделены денежные средства и на свободное поселение.
В 1820 году генерал Жирнов приехал на Дон и с родителями и сестрой поселился на берегу реки Быстрой (ранее река Каяла) близ балки Таловая. Севернее по реке находился Каменный Рынок (Авчинников), южнее — Афанасьевский. Западнее находились две ближайшие станицы — Усть-Белокалитвенская и Екатерининская.
Для строительства имения генерал нанимал беженцев из Украины, которые тоже селились вдоль реки. Начало расширяться поселение, которое стихийно назвали по имени генерала — хутор Жирнов. В настоящее время в имении генерала находится медицинское учреждение психиатрического направления.
— https://www.ikro.ru/tik/tacinskaya/Page-90-5.html
К началу 1870-х здесь уже посёлок Жирнов, получивший название от хутора.
В 1899 году в Жирнове была открыта школа грамоты.
В январе 1898 года был наконец решён вопрос о строительстве Восточно-Донецкой дороги от станции Лихая до станции Кривомузгинская Волго-Донской железной дороги с выходом в Царицын, обсуждавшийся с 1870-х годов. Маршрут дороги был согласован, а затем утверждён императором Николаем II. На участке от станицы Усть-Белокалитвинская до хутора Морозовского дорога прошла близ посёлка Жирнов. Дорога протяженностью 305 вёрст была принята в эксплуатацию 10 июня 1900 года
19 июня 1900 года газета «Царицынский вестник» сообщала: «Открыта в коммерческую эксплуатацию Восточно-Донецкая линия Юго-Восточной железной дороги с большим мостом через реку Дон у хутора Рычкова. Все станции и разъезды линии обустроены служебными и жилыми помещениями. Самой крупной станцией является Морозовская в 216 верстах от Царицына, где размещено основное депо и возведен большой поселок компанейских домов для персонала станции».
В 1905 году была построена крупная железнодорожная станция Жирнов.
После установления Советской власти в 1919 году был создан Жирновский волостной сельский совет. Первым председателем совета был Гусев. В административное подчинение вошли хутора: Жирнов, Мариновка. Лагода, Провальский, Николаев, Апанаскин, Павлов, Муравейник, Соломинка.
В соответствии с Постановлением СНК от 23 марта 1920 года, ВЦИК от 26 апреля 1920 года и ВУЦИК от 16 апреля 1920 года — на Украине была образована Донецкая губерния, в состав которой была передана станица Усть-Белокалитвенская.
В соответствии с постановлением Президиума Всеукраинского ЦИК от 7 марта 1923 года «Об административно-территориальном делении Донецкой губернии» был образован Усть-Белокалитвенский район Шахтинского округа. В состав Усть-Белокалитвенского района Шахтинского округа Донецкой губернии Украины вошла территория Жирновской, Калитвенской и Красно-Донецкой волостей.
Образован Усть-Белокалитвинский район в 1923 году в составе Донецкой губернии УССР, в 1924 году Жирнов вошел в состав Тацинского района Северо-Кавказского края, в 1931 году район был упразднён, а территория включена в Шахтинский район. В 1934 году вновь образован.
В 1922 году Жирновский волостной сельский совет был преобразован в Жирновский сельский совет.
В 1926 году образован Исаевский сельский совет, куда вошли хутора Исаев, Пуличев, Усть-Халань, Байгаринка, Красный.
В 1935 году произошло разделение территории между районами области: Тацинским и Белокалитвинским.
13 сентября 1937 года Тацинский район (с центром в ст. Тацинская) вошел в состав Ростовской области.
В 1956 году произошло объединение двух Советов — Исаевского и Жирновского в единый — Жирновский поселковый Совет с центром пос. Жирнов. В него вошли хутора: Жирнов, Мариновка, Лагода, Провальский, Хорошевский, Николаев, Исаев, Усть-Халань, Пуличев, Байгаринка; р. п. Жирнов, пос. Быстрореченский. В 1948 году добавился вновь образованный пос. Быстрогорский (ранее Волгодон).
С 1954 по 1957 годы Тацинский район находился в составе Каменской области[3]. Центром области формально считался Каменск-Шахтинский, однако все областные учреждения располагались в Шахтах. Официально город Шахты стал центром области 27 августа 1955 года. В соответствии с Указом Президиума Верховного Совета РСФСР от 19 ноября 1957 года Каменская область упраздняется. Белокалитвинский и Тацинский районы входят в состав Ростовской области.
В 1973 году был выделен Быстрогорский поселковый совет с центром в посёлке. Быстрогорский и хутором Жирнов, а в 1992 году в ведение Быстрогорской поселковой администрации были отнесены хутора Мариновка и Лагода.
В 1992 году Жирновский поселковый Совет преобразован в Жирновскую поселковую администрацию, а в 2006 году — в муниципальное образование « Жирновское городское поселение».
До 2015 года имел статус рабочий посёлок.
Статус посёлка установлен Закон Ростовской области от 16 декабря 2015 года № 465-ЗС «О преобразовании Жирновского городского поселения и внесении изменений в отдельные областные законы».

## Описание
На территории поселения расположены предприятия горнодобывающей промышленности: ОАО «Карбонат» — образован в 1905 г., ООО"Руда" — образовано в 1932 г., ООО «Жирновский щебеночный завод» — возобновил работу в 2005 г. по добыче и переработке песчаника, предшественник Жирновский щебеночный завод МПС основан в 1939 году и был ликвидирован в 2003 году; Жирновское представительство ГУП «Волгоградвзрывпром» по обслуживанию карьеров, ООО «Ландшафт» образовано в 2005 году по выпуску тротуарной плитки; из трех сельскохозяйственных предприятий — СПК имени Кирова (ранее колхоз имени Кирова — основан в 1928 г.) ликвидирован в 2004 году и СПК «Автомобилист» — ранее колхоз имени Молотова — 1951 год, колхоз «40 лет Октября» — основан в 1957 году, ликвидирован в 2003 году в связи с банкротством, работает ООО «Заречное», специализируется на выращивании плодоовощной продукции, и крестьянско-фермерские хозяйства сельскохозяйственного назначения.
На территории поселения расположены станция Жирнов, Жирновская средняя общеобразовательная школа, Исаевская общеобразовательная школа, Тацинское кадетское казачье училище, два детских дошкольных учреждения, врачебная амбулатория, два Дома культуры, две библиотеки, три отделения почтовой связи, сбербанка России и ООО «Донской народный банк», пожарная часть 108, филиал ГП РО «Донэнерго», Каменские МЭС, Морозовский РЭС, ЦТС и Морозовский РУЭС, ООО «Коммунальщик» и ООО «Тепло» по оказанию услуг населению в тепло-, водоснабжении, канализации и уборке мусора ТБО, МУ ФК и спорта «Жирновский спортивный клуб», аптеки, магазины, закусочные, предприятия бытового обслуживания (фотосалон, парикмахерские, мастерские по ремонту сложно — бытовой техники, ремонту обуви, социально реабилитационное отделение ЦСО на 30 мест и отделение социального обслуживания на дому, АЗС № 64, зона отдыха, парк, памятники архитектуры, кладбища, промышленно-продуктовые рынок, асфальтобетонное покрытие внутрипоселенческих дорог.
Рабочий поселок Жирнов газифицирован.
На территории поселения общественные организации: Совет ветеранов войны и труда, общество инвалидов, общество «Союзчернобыль», отделение политической партии «Единая Россия», а также культовый объект — Церковь Христиан Адвентистов Седьмого Дня.

## Население
| 1898  | 1959  | 1970    | 1979  | 1989  | 2002  | 2009  |
| ----- | ----- | ------- | ----- | ----- | ----- | ----- |
| 6747  | ↗8933 | ↗10 031 | ↘6559 | ↗6747 | ↘6078 | ↘5742 |
| 2010  | 2012  | 2013    | 2014  | 2015  |       |       |
| ↘5609 | ↘5453 | ↗5473   | ↘5464 | ↘5436 |       |       |

### Известные люди
- В посёлке родился Александр Григорьевич Спиваков — Герой Советского Союза.
- В посёлке родилась Черепаха-Волкова, Любовь Александровна — украинская спортсменка-гиревик, многократная чемпионка мира, Европы, Украины. Заслуженный мастер спорта Украины, Заслуженный мастер спорта Международной конфедерации мастеров гиревого спорта, судья международной категории Международной конфедерации мастеров гиревого спорта, обладатель мировых рекордов.

## Экономика
Железнодорожная станция на линии «Морозовская—Лихая».
На территории поселка Жирнова расположены промышленные предприятия: ООО «Жирновский щебеночный завод», ООО «Руськальк», ОАО «Карбонат», ООО «Ландшафт», Жирновское представительство ГУП «Волгогдрад-взрывпром», ООО «Руда».